# Högsbo pegmatitbrott
Högsbo pegmatitbrott är ett tidigare  naturreservat i Västra Frölunda socken i Göteborgs kommun i Västergötland som från 2016 är en del av naturreservatet Änggårdsbergen.
Reservatet är beläget i Högsbo, en stadsdel i sydöstra Göteborg, några kilometer från stadens centrum.
Högsbo pegmatitbrott var i drift från 1945 till slutet av 1950-talet. Där, strax öster om Högsbo, bröt man fältspat, kvarts, glimmer samt beryll. I området har även påträffats sällsynta mineral som monazit, columbit och vismutglans. Området består av två brott med cirka 200 m avstånd, ett större (norra) och ett mindre (södra). I det norra området finns en kort bågformad gruvgång samt en mindre, kort, ansats till en gruvgång. I det södra området finns ett mindre dagbrott. Pegmatitbrotten besöks varje år av ett stort antal studerande från Göteborgs universitet och Chalmers Tekniska Högskola. 
Området avsattes 1972 som naturminne  och var mellan 2011 och 2016 ett naturreservat. Det var 1,2 hektar stort och förvaltades av Göteborgs kommun.